# Abschnittsbefestigung Burgstall (Moos)

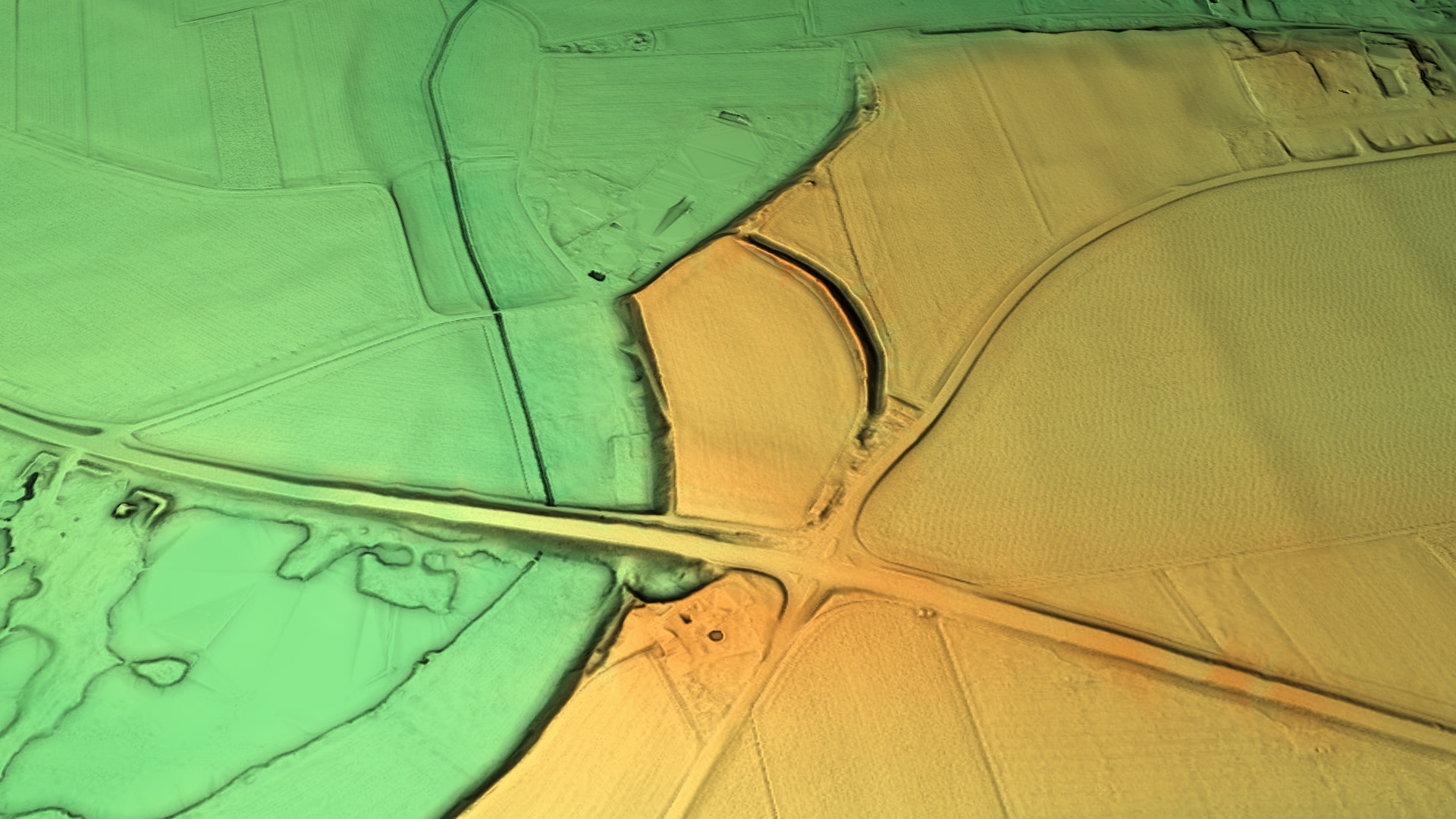
3D-Ansicht des digitalen Geländemodells

Die Abschnittsbefestigung Burgstall bezeichnet eine abgegangene frühmittelalterliche Abschnittsbefestigung an der Stelle einer früheren bronze- und urnenfelderzeitlichen sowie einer latènezeitlichen Siedlung, eines römischen Kastells und eines frühmittelalterlichen Adelsfriedhofes. Sie befindet sich unmittelbar südöstlich von Burgstall, einem Gemeindeteil der Gemeinde Moos im Landkreis  Deggendorf in Bayern. Sie gehört zum Bodendenkmal unter der Aktennummer D-2-7243-0148 mit der Beschreibung „römisches Kastell, frühmittelalterliche Abschnittsbefestigung mit Wall und Graben, frühmittelalterlicher Adelsfriedhof, Siedlung der späten Bronze- und älteren Urnenfelderzeit sowie der späten Latènezeit, der römischen Kaiserzeit und des Mittelalters“.
Von der Abschnittsbefestigung ist noch ein 250 Meter langer Abschnittswall erhalten. An ihr vorbei führt ein Teilstück der Römerstraße Moos-Burgstall – Quintanis-Künzing (Bodendenkmal in Moos (Niederbayern) mit der Aktennummer D-2-7243-0151).